# Immigrant Song
«Immigrant Song» (укр. Імігрантська пісня) — пісня британського рок-гурту «Led Zeppelin», авторами якої є гітарист гурту Джиммі Пейдж та вокаліст Роберт Плант. Композиція потрапила до третього студійного альбому гурту Led Zeppelin III.

## Історія створення
Пісня була написана після турне Led Zeppelin до Ісландії. За словами Роберта Планта, вони були гостями уряду Ісландії з культурною місією та виступили з концертом у Рейк'явіку. «Immigrant Song» була піснею про ту подорож і першим треком нового альбому. В пісню членами гурту були вкладені враження від Ісландії, її природи, історії, зокрема історії вікінгів. «Immigrant Song» розповідає про подорожі мандрівників з крижаної, сніжної країни до нових земель зі спокійними, зеленими полями та їх підкорення. В тексті пісні згадуються теми скандинавської міфології, зокрема Молот Богів, Валгалла та наприкінці міститься думка про необхідність зупинення війни та віра у мир.

## Критика
Пісня отримала схвальні відгуки. Зокрема журналіст та музичний критик журналу «Rolling Stone» Лестер Бенгз вихваляв ритми та вокальні партії пісні, а у 2023 році журнал Rolling Stone поставив «Immigrant Song» на 18-те місце у своєму списку «100 найкращих хеві-метал пісень усіх часів».

## Цікаві факти
- «Immigrant Song» у 2003 році була використана у фільмі «Школа року»[4].
- У 2017 році завдяки згадкам про скандинавську міфологію, пісня була використана також у фільмі «Тор: Рагнарок»[5].